# 同步串行接口
同步串行接口（英文：Synchronous Serial Interface，SSI）是一种常用的工业用通信接口。ARM、飞思卡尔、德州仪器、美国国家半导体等公司都支持这种接口。在这种接口协议下，每一响应数据帧的长度可在4-16位之间变化，数据帧总长度可达25位。